# Amel Bent
Amel Bent (Párizs, 1985. június 21. –) francia énekes és színésznő. 2004-ben vált ismertté, amikor a Nouvelle Star francia tehetségkutató második évadában szerepelt. Harmadik helyezést ért el, még abban az évben megjelent az első albuma Un jour d'été címmel.

## Élete
Amel Bent édesapja algériai, édesanyja pedig marokkói származású. La Courneuve-ben nőtt fel, a párizsi régióban. Két féltestvére van, Mélissa és Ilies. 2003-ban, több sikertelen casting után, Amel nagynénje benevezte őt egy tehetségkutatóra, amiben 3. helyen végzett.
Amel 2015 június 15-én feleségül megy Patrick Antonelli-hez, akinek több autósiskolája van Neuilly-sur-Seine-ben. 2016 február 4-én megszületett első kislánya, Sofia, 2017. október 17-én pedig a második, Hana.
2016. május 13-án, férje, Patrick Antonelli, és három kollégája ellen eljárást indított a nanterre-i rendőrség jogosítvány-hamisítás miatt. Májustól szeptemberig előzetes letartóztatásban volt.

## Karrier
2003 decemberében, számos sikertelen casting után a francia M6 csatornán közvetített Nouvelle Star című tehetségkutatóba beválogatták. Harmadik helyezést ért el és még abban az évben megjelent első albuma, 2004. november 30-án Un jour d'été (Egy nyári nap) címmel. Platina lemez lett kb. 650 000 eladott példánnyal.
Az első single-je, Ma philosophie (ami Diam's francia rapperrel írt) azonnal a TOP listák élére kerület és mára bekerült az örök klasszikusok közé. 
2006-ban Amel énekli az Asterix és a vikingek főcímdalát.
2007-ben megjelent a második albuma À 20 ans. Nouveau Français címmel, amit Lionel Florence-szal írt közösen. A franciaországi elnöki kampány során kiadott cím sok vitát váltott ki bizonyos kampánytémák állítólagos közelsége miatt. Pascal Obispo és Charles Aznavour szintén közreműködtek az albumban, amit közel 200 000 példányban adtak el.
2008-ban a High School Musical 3. – Végzősök francia főcímdalát (Vivre ma vie) Amel énekli.
2009-ben megjelent Où je vais című albuma, ami 150 000 példányban kelt el.

## Diszkográfia
- Un jour d'été (2004)
- À 20 ans (2007)
- Où je vais (2009)
- Délit mineur (2011)
- Instinct (2014)
- Demain (2019)

## Filmográfia
| Année | Film                                       | Rôle                         |
| ----- | ------------------------------------------ | ---------------------------- |
| 2011  | Affaires étrangères                        | Amale                        |
| 2011  | Táncoló talpak 2.                          | Gloria (hang)                |
| 2012  | Soda                                       | Slimane féltestvére          |
| 2012  | Scènes de ménages : ce soir, ils reçoivent | Ápolónő                      |
| 2012  | Csingiling: A szárnyak titka               | Cristal (hang)               |
| 2017  | Nos Chers voisins au ski                   | Daphné, M. Lambert unokahúga |
| 2018  | Apróláb                                    | Meechee (hang)               |
| 2021  | Les Sandales blanches                      | Malika                       |
| 2021  | Validé                                     | ismeretlen szerep            |